# Републикански път III-2073
Републикански път IIІ-2073 е третокласен път, част от Републиканската пътна мрежа на България, преминаващ изцяло по територията на Шуменска област, Община Никола Козлево. Дължината му е 12,4 km.
Пътят се отклонява наляво при 30,2 km на Републикански път III-207 в центъра на село Векилски и се насочва на запад през най-източните части на Лудогорското плато. Минава през село Пет мотили и южно от село Никола Козлево се свързва с Републикански път III-701 при неговия 30,3 km.
| Пътища, отклоняващи се надясно (населено място, № на пътя, посока на пътя) | km   | Пътища, отклоняващи се наляво (посока на пътя, № на пътя, населено място) |
| -------------------------------------------------------------------------- | ---- | ------------------------------------------------------------------------- |
| Община Никола Козлево, III-207, 30,2 km ←                                  | 0,0  | ← 30,2 km, III-207, Община Никола Козлево                                 |
| с. Пет мотили                                                              | 2,3  | → с. Пет мотили, общински път (за с. Каравелово)                          |
| (от 49,6 km на I-7) III-701, 30,3 km →                                     | 12,4 | → 30,3 km, III-701 (до тр. Нови пазар)                                    |